# Le Vibal
Le Vibal är en kommun i departementet Aveyron i regionen Occitanien i södra Frankrike. Kommunen ligger  i kantonen Pont-de-Salars som ligger i arrondissementet Rodez. År 2022 hade Le Vibal 524 invånare.

## Befolkningsutveckling
Antalet invånare i kommunen Le Vibal
Referens: INSEE